# 鄭瀾
鄭瀾，又稱郑济，福建福州府闽县人，明朝政治人物、進士出身。

## 生平
建文四年，福建壬午乡试中舉。永樂二年，登甲申科進士，任嘉定教谕。后選為翰林院庶吉士，編撰永樂大典。